# Kevin Gates
Pour les articles homonymes, voir Gates.
Kevin Gates, de son vrai nom Kevin Jerome Gilyard Gates, né le 5 février 1986 à La Nouvelle-Orléans, est un rappeur américain, originaire de Baton Rouge, en Louisiane.

## Biographie
Kevin Gilyard naît le 5 février 1986 à La Nouvelle-Orléans, en Louisiane, d'un père afro-américain et d'une mère portoricaine. Sa famille déménage à Baton Rouge peu après sa naissance.
Il se lance dans le rap en 2007, aux côtés de Webbie et Lil Boosie. Kevin Gates attire l'intérêt avec la publication de son single Get in the Way en featuring avec Lil Boosie en 2008. Il attire plus tard l'intérêt de Lil Wayne et sera pris sous l'aile du label Young Money Entertainment. Au début de 2013, Kevin Gates publie une mixtape, The Luca Brasi Story considérée comme « facilement liée au rap » en février 2013 par le magazine Spin. The Luca Brasi Story est publié sur le célèbre site de téléchargements, DatPiff, et compte plus de 274 000 téléchargements. Le 15 février 2013, Kevin Gates s'associe avec Atlantic Records. Gates participe également à la mixtape de Pusha T, Wrath of Caine sur la chanson Trust You.
Le 16 juillet 2013, Gates publie un street album intitulé Stranger Than Fiction, et fait participer Wiz Khalifa et Juicy J. Stranger Than Fiction débute 37e du Billboard 200 avec 8 400 exemplaires écoulés la première semaine. Rolling Stone classe sa chanson Wylin' 40e de sa liste des 100 meilleures chansons de 2013. Son deuxième street album By Any Means est publié le 17 mars 2014. Il débute 17e du Billboard 200, et s'écoule à 17 000 exemplaires la première semaine. Gates devient 2014 XXL Freshmen Class.
En 2015, il participe au titre Payback en featuring avec Juicy J, Future et Sage the Gemini, issu de la bande originale de Fast and Furious 7. En juillet 2015, Gates publie Kno One, censé être le premier single de son futur premier album, produit par The Featherstones et IKENNA FuNkEn. 
Son premier album studio Islah, qui porte le prénom de sa fille, est sorti le 29 janvier 2016 et atteint la seconde place du Billboard 200 avec 112 000 exemplaires vendus lors de sa première semaine d'exploitation.
Le 17 mai 2018, Kevin marque son grand retour avec le clip "Change Lanes" réalisé par Cole Bennett. Un peu plus d'un an plus tard, celui que l'on surnomme "Big General" sort le clip "Push it". Le morceau est le premier single de son deuxième album studio, I’m Him, sortie le 27 septembre 2019. Dans ce projet figure notamment les titres "Facts", "Fatal attraction" et "Walls talking". Dans ce dernier, il se confie sur le fait d'avoir l'impression d'être enfermé dans son propre esprit, et que les murs de cette prison lui parlent. Une métaphore assez jolie, le tout, pour un morceau assez mélancolique dans lequel il nous raconte les mauvais choix qui ont fait de lui ce qu'il est aujourd'hui.
Le 6 avril 2020, la chaîne youtube WorldstarHipHop publie le clip "Wetty". Dans ce freestyle produit par AXL beats, le rappeur de Baton Rouge rend hommage à Kobe Bryant mais aussi à Chris Brown, Michael Jackson et au producteur Young Chop. Ce titre est censé annoncer la sortie de son troisième album qui porte le prénom de sa deuxième fille Khaza.

## Vie privée
Kevin Gates est arrêté et emprisonné pour la première fois à 13 ans, il raconte dans ses interviews qu'il a fait de nombreux allers-retours en prison. Il obtient d'ailleurs un diplôme en psychologie alors qu'il est derrière les barreaux.
Dans ses musiques, Kevin Gates raconte son passé et sa vie actuelle, on apprend ainsi qu'il a souffert de dépression et qu'il a été héroïnomane, allant jusqu'à injecter la drogue dans son sexe.
Le père biologique de Kevin Gates est décédé à la suite d'une infection par le virus du sida.
Kevin Gates s'est toujours défini comme une personne spirituelle, ayant un psaume tatoué sur le bras. En 2014, il se convertit à l'islam. Un an plus tard, il se marie avec Dreka Gates, avec qui il est en couple depuis 14 ans. Ils sont les parents d'Islah et Khaza.

## Affaires judiciaires
Le 30 août 2015, une vidéo est publiée[Où ?] montrant Kevin Gates mettant un coup de pied à une femme de son public lors d'une performance à Lakeland, en Floride. La victime porte plainte en septembre 2015,,. La victime, Miranda Dixon, poursuit le rappeur pour coups et blessures. Le 27 octobre 2016, il est condamné à 180 jours de prison,.
En mars 2017, il est interpellé dans l'Illinois pour port d'arme illégal. Il est condamné à 30 mois de prison en avril 2017, mais sera libéré le 10 janvier 2018 pour bonne conduite, il n'effectuera alors que neuf mois[réf. nécessaire].

## Influences
Lors d'un entretien avec le magazine XXL, Gates affirme être fan de beats sudistes citant s'inspirer principalement de Master P et Cash Money Records Gates dit également s'inspirer des paroles de Nas, The Notorious B.I.G., Jay-Z, Big L et d'Eminem.

## Discographie

### Album studio
- 2016 : Islah
- 2019 : I'm Him
- 2024 : The Ceremony[28]

### EPs
- 2018 : Chained to the City
- 2018 : 4 Respect (avec YoungBoy Never Broke Again)

### Mixtapes
- 2007 : Pick of da Litter
- 2008 : All or Nuthin
- 2009 : All In
- 2010 : Behind Enemy Lines
- 2010 : The Leak
- 2011 : I Don't Know What to Call It Vol. 1
- 2012 : Make 'em Believe
- 2012 : In the Mean Time
- 2013 : The Luca Brasi Story
- 2013 : Stranger than Fiction
- 2014 : By Any Means
- 2014 : Luca Brasi 2
- 2015 : Murder For Hire
- 2016 : Murder For Hire 2
- 2017 : By Any Means 2
- 2018 : Luca Brasi 3